# ГЕС Мезе
ГЕС Мезе (італ. CENTRALE DI MESE) — гідроелектростанція на півночі Італії. Входить до гідровузла на річці Ліро, яка відокремлює Оберальбштайнські Альпи (нім. Oberhalbstein Alps) на сході від Лепонтинських Альп на заході та впадає справа у річку Мера (права притока Адди, що через По належить до басейну Адріатичного моря).
Ресурс для роботи станції надходить по дериваційному тунелю, прокладеному через гірський масив правобережжя Ліро. До нього подається вода з двох напрямків:
- З ГЕС Престон, що живиться від створеного вище по Ліро водосховища Ізола. При цьому вода після станції Престон спочатку потрапляє до нижнього балансуючого резервуара, який споруджений на тій же Ліро та дозволяє захоплювати додатковий ресурс, що надійшов до річки після греблі Ізола[1].

- З ГЕС Сан-Бернардо, яка використовує споруджене в горах на правобережжі Ліро водосховище Труццо[2].

Машинний зал розташований у майже 10 км від греблі Престон на околиці селища Мезе, неподалік від впадіння Ліро у Меру (при цьому на протилежному боці останньої працює ГЕС Кьявенна). Введена в експлуатацію у 1927 році, станція у 2008-му завершила модернізацію всіх п'яти гідроагрегатів, на що витратили понад 30 млн євро. Наразі п'ять турбін типу Пелтон загальною потужністю 172,6 МВт при напорі у 769 м можуть забезпечувати виробництво 523 млн кВт·год електроенергії на рік.
Відпрацьована вода відводиться у канал, що веде на ГЕС Гордона.